# Mossia intervallaris
Mossia es un género monotípico de plantas suculentas perteneciente a la familia Aizoaceae. Su única especie: Mossia intervallaris (L.Bolus) N.E.Br., es originaria de Sudáfrica.

## Descripción
Es una pequeña planta suculenta perennifolia, con una tamaño de 2 cm de altura. Se encuentra a una altitud de 1100 - 3000 metros en Sudáfrica.

## Taxonomía
Mossia intervallaris fue descrita por (L.Bolus) N.E.Br., y publicado en The Gardeners' Chronicle, ser. 3' 87: 71. 1930.
Sinonimia
- Mesembryanthemum intervallare L.Bolus (1927) basónimo[2][3]